# پاسکوآل اورتیز روبیو
پاسکوآل اورتیز روبیو (انگلیسی: Pascual Ortiz Rubio; زاده ۱۰ مارس ۱۸۷۷ – درگذشته ۴ نوامبر ۱۹۶۳) سیاستمدار، دیپلمات، جغرافی‌دان و تاریخ‌نگار اهل مکزیک بود. وی از ۵ فوریه ۱۹۳۰ تا ۴ سپتامبر ۱۹۳۲ رئیس‌جمهور مکزیک بود.
اورتیز روبیو در ۴ نوامبر ۱۹۶۳، در سن ۸۶ سالگی در مکزیکو سیتی درگذشت.